# Chernozem

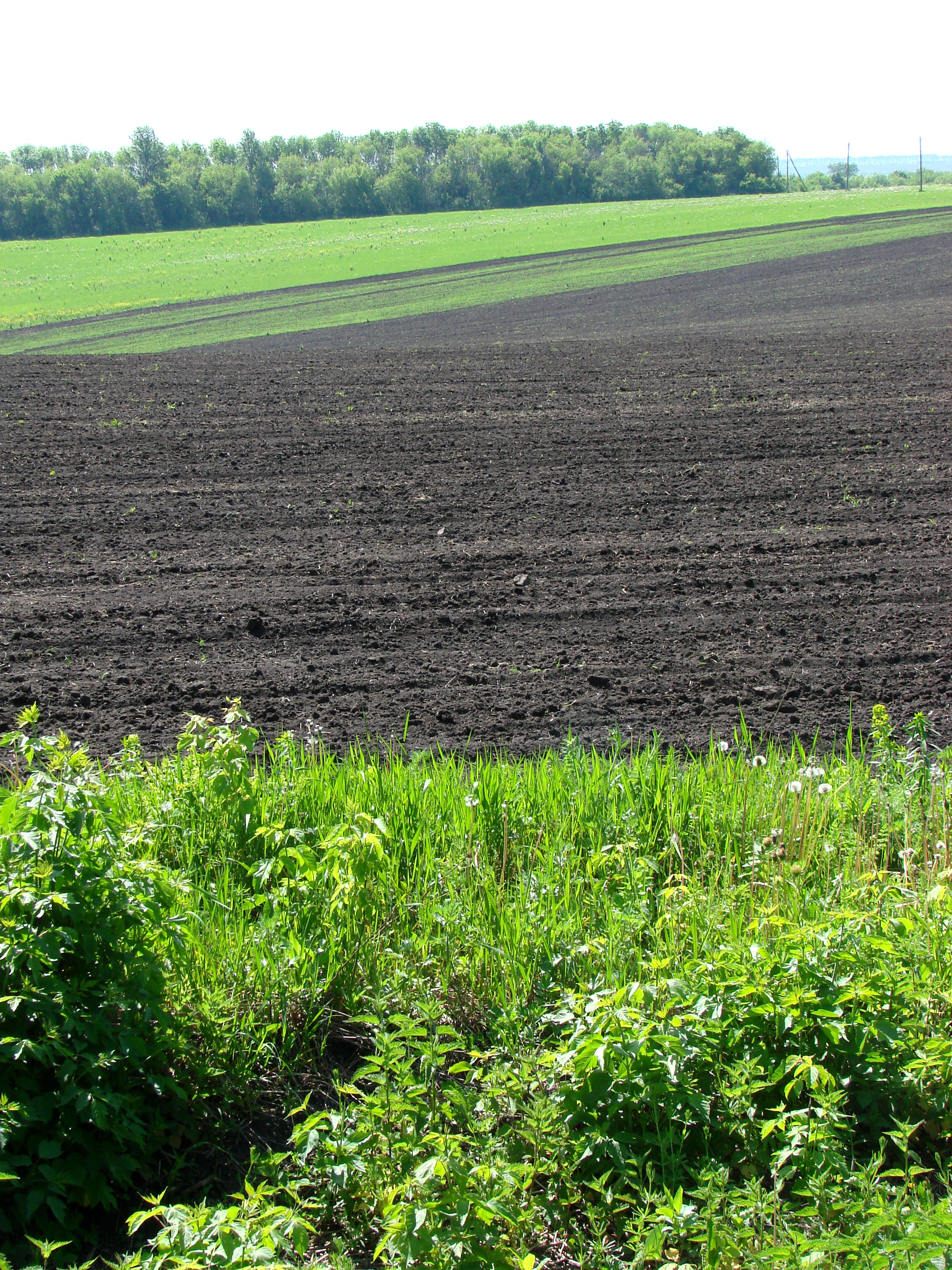
Tierra negra en Rusia

El Chernozem (en ruso: чернозём, transliterado como chernozëm o chernoziom, en ucraniano: Чорнозем, chornozem, ‘tierra negra’) es un tipo de suelo negro rico en humus (del 3 al 13 %), además de serlo en potasio, fósforo y microelementos. Es uno de los más fértiles para la agricultura. Tiene un horizonte A rico en humus de mucho espesor, que puede tener hasta 1 metro o más.
El Chernozem es un grupo de suelos de referencia en el sistema internacional de clasificación de suelos World Reference Base for Soil Resources (WRB).

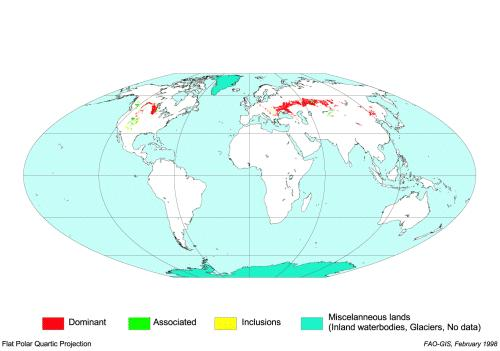
Distribución mundial de Chernozem (en rojo).

El clima típico consiste de una primavera húmeda, un verano que se vuelve muy seco y un invierno fuerte con heladas y nieves. Durante el verano seco muchas plantas mueren. Animales como lombrices y mamíferos llevan la materia orgánica muerta adentro del suelo mineral. Al pasar el suelo por el intestino de las lombrices se forman agregados y asociaciones organo-minerales estables. Para las bacterias es muy difícil descomponer esta materia orgánica estabilizada. Por eso se forma un horizonte A rico en humus y de mucho espesor. En la WRB este horizonte A es el horizonte diagnóstico del Chernozem y se llama horizonte chérnico.
Es las praderas ocurren muchos fuegos y se forma mucho carbono vegetal que contribuye a la estabilidad de la materia orgánica y al color negruzco del horizonte chérnico. 
Existen dos cinturones o corredores de Chernozem en todo el mundo: uno que va desde el nordeste de Ucrania y pasa por la "Región central de tierra negra" de Rusia (la cual abarca las provincias u óblasti de Bélgorod, Kursk, Lípetsk, Oriol u Orël, Tambov y Vorónezh) y, siguiendo por el sur de ese país (y por el norte de Kazajistán), alcanza a proyectarse residualmente hasta el sur de Siberia. El otro abarca parte de la pradera canadiense, en la región también conocida como ALSAMA o AlSaMa.
Asimismo el suelo de tipo Chernozem se encuentra en algunas regiones semiáridas de clima frío a templado como Polonia (aunque en sólo un 1 % de su territorio), el centro y valle central de México, algunas zonas de las Grandes Planicies o Llanuras de los Estados Unidos (entre los estados de Montana y de Texas), así como en la provincia nororiental China de Heilongjiang (Heilungkiang), en las cercanías de la ciudad de Harbin.